# Sun Yu
Sun Yu (孫瑜T, 孙瑜S, Sūn YúP) (Chongqing, 21 marzo 1900 – Shanghai, 11 luglio 1990) è stato un regista cinese.
Uno dei registi più importanti della Lianhua Film Company, Sun Yu si è costruito il suo nome grazie ad una serie di film drammatici socialmente consapevoli nella prima metà degli anni 1930. Dopo l'invasione giapponese della Cina nel 1937, Sun Yu continuò a lavorare nella Cina continentale di nascosto, contribuendo a fare film che glorificassero lo sforzo bellico contro i giapponesi.
La sua carriera cinematografica vide un declino subito dopo la vittoria delle forze comuniste nel 1949. Con The Life of Wu Xun, film biografico su un educatore della dinastia Qing, Sun attirò l'ira di Mao Zedong, che criticò personalmente le tematiche del film. Sebbene la carriera di Sun non si recuperò mai da questo incidente, è ricordato come uno dei più importanti registi della età d'oro del cinema cinese.
Oltre al suo lavoro nel mondo del cinema, Sun Yu è noto anche come poeta e traduttore.

## Biografia
Sun Yu nasce nella città di Chongqing, viene educato presso l'Università Tsinghua di Pechino prima di continuare gli studi alla Università del Wisconsin-Madison.
Dopo essersi laureato nel 1925, Sun si iscrive all'Istituto di fotografia di New York, dove studia corsi di fotografia e montaggio. In questo periodo frequenta anche corsi serali di sceneggiatura presso la Columbia University. Ha l'occasione, inoltre, di assistere ad una serie di conferenze sulla sceneggiatura teatrale tenute da David Belasco, le quali lo influenzeranno nei suoi lavori futuri.
Al suo ritorno in Cina, nell'estate del 1926, Sun Yu dirige il suo primo film, A Romantic Swordsman, con la allora vacillante compagnia cinematografica Minxin Film Company. A partire dal 1930, Sun Yu ha iniziato una collaborazione con lo studio cinematografico di movimento progressista, Lianhua, dove diventa uno del nucleo dei direttori "socialmente consapevoli" insieme a Cai Chusheng, Fei Mu, e altri. Nel frattempo, Sun dirige alcune delle sue opere più importanti, tra cui Wild Rose (1932), Loving Blood of the Volcano (1932), Daybreak (1933), Little Toys (1933), e The Big Road (1934).
Con lo scoppio della guerra con il Giappone nel 1937, Sun, come molti dei suoi colleghi, fugge verso la capitale in tempo della guerra contro i nazionalisti, Chongqing, dove dirige diversi film di propagando lodando gli sforzi dell'apparato bellico contro i giapponesi.
Alla fine della guerra, Sun Yu inizia a preparare la sua produzione più importante, un'epica biografica dell'educatore dinastia Qing, Wu Xun. Ultima importante opera di Sun, The Life of Wu Xun venne realizzato con la Kunlun Film Company e interpretato da uno dei migliori attori dell'epoca, Zhao Dan, nel ruolo di protagonista. Poco dopo la sua uscita, tuttavia, il film fu attaccato dallo stesso Mao, in un articolo apparso sul Quotidiano del Popolo del 20 maggio del 1951, il film aveva il torto di presentare come un eroe nazionale il personaggio realmente esistito di Wu Xun, un vagabondo che col denaro elemosinato aveva, alla fine della sua vita, aperto tre scuole gratuite. L'immagine contrastava con quella propostane invece dal Partito, o almeno di alcuni suoi dirigenti, fra cui la moglie di Mao, Jiang Qing, secondo cui Wu Xun non era altro che un imbroglione, che si era arricchito con l'usura e le cui scuole escludevano i contadini poveri, e avevano come scopo quello di dissuadere il popolo dalla lotta di classe. Di conseguenza, la reputazione di Sun Yu fu rovinata in poco tempo, la sua carriera cinematografica entrò in una fase di stallo. Sun Yu avrebbe continuato a dirigere solo una manciata di altri titoli nei futuri vent'anni. Nel 1985, trentacinque anni dopo l'uscita di The Life of Wuxun, membri del politburo cinese, infine, hanno ammesso che la campagna di Mao e le critiche istigate contro il film, erano essenzialmente prive di fondamento.
Sun Yu morì a Shanghai in 1990, all'età di 90 anni.

## Filmografia
- A Romantic Swordsman (Yú chā guài xin) (1928)
- Spring Dream of an Old Capital (Gù dōu chūnmèng) (1930)
- Wild Flowers (Yěcǎo xián huā) (1930)
- Wild Rose (野玫瑰,Yě méiguī) (1932)
- Facing the National Crisis (Gòng fù guónàn) (1932)
- Loving Blood of the Volcano (Huǒshān qíng xun) (1932)
- Daybreak (Tiānmíng) (1933)
- Little Toys (Xiǎo wányì) (1933)
- Queen of Sports (Tǐyù huánghòu) (1934)
- The Big Road (Dàlù) (1935)
- Back to Nature (Dào zìrán qù) (1936)
- Madman's Rhapsody (Fēng rén kuángxiǎngqǔ) (1937)
- Spring Arrives Everywhere (Chūn dào rénjiān) (1937)
- The Life of Wu Xun (Wǔ Xùn Zhuàn) (1950)
- Song Jingshi (Sòngjǐngshī) (1955)
- Brave the Wind and Waves (Chéngfēngpòlàng) (1957)
- The Legend of Lu Ban (Lǔbān de chuánshuō) (1958)